# Arg max
Arg max är en invers funktion till det matematiska begreppet maximum.

Funktionerna sinus och cosinus.
max = värdet på y-axeln,
arg max = värdet på x-axeln

Om {\displaystyle {\underset {x\in S}{\max }}\,f(x)} är det största värdet (maximum) av en funktion för olika värden av x,
så är {\displaystyle {\underset {x\in S}{\operatorname {arg\,max} }}\,f(x)} det värdet på x som ger det största värdet.
Exempelvis har sinusfunktionen ett högsta värde (på y-axeln) {\displaystyle {\underset {0\leq \theta \leq \pi }{\max }}\,\sin \theta =1}
men detta inträffar för ett ingångsvärde (på x-axeln) som är {\displaystyle {\underset {0\leq \theta \leq \pi }{\operatorname {arg\,max} }}\,\sin \theta ={\frac {\pi }{2}}}